# Carriage Club
Carriage Club war ein Census-designated place (CDP) im Douglas County in Colorado, Vereinigte Staaten. Der United States Census 2000 ermittelte eine Einwohnerzahl von 1002 Bewohnern in Carriage Club. Heute ist der Ort ein Stadtteil von Lone Tree, weshalb für Carriage Club keine separaten demographischen Daten mehr erhoben werden.

## Geographie
Carriage Clubs geographische Koordinaten lauten 39° 32′ N, 104° 54′ W. Die Gesamtfläche des Ortes beträgt 1,9 km² (ausschließlich Landfläche).

## Demographie
Zum Zeitpunkt des United States Census 2000 bewohnten Carriage Club 1002 Personen. Die Bevölkerungsdichte betrug 522,8 Personen pro km². Es gab 333 Wohneinheiten, durchschnittlich 173,7 pro km². Das mittlere Haushaltseinkommen in Carriage Club betrug 101.402 US-Dollar und das mittlere Familieneinkommen erreichte die Höhe von 88.314 US-Dollar.